# Dům umění Curych
Dům umění Curych (německy Kunsthaus Zürich) je umělecké muzeum v Curychu. Obsahuje díla od středověku po současnost a zvláštní důraz klade na švýcarské umění. Sbírky nashromáždil a o muzeum pečuje spolek Zürcher Kunstgesellschaft (Curyšská umělecká společnost), jehož kořeny sahají až do roku 1787. Secesní budovu navrhli Karl Moser a Robert Curjel, dostavěna byla roku 1910 a později několikrát zvětšována. Sbírky zahrnují díla autorů zahraničních jako Claude Monet (několik obrazů včetně rozměrné malby leknínů), Edvard Munch, Pablo Picasso, Jacques Lipchitz, Vincent van Gogh, Édouard Manet, Henri Matisse a René Magritte i švýcarských jako Alberto Giacometti, Johann Heinrich Füssli, Ferdinand Hodler, Pipilotti Rist a Peter Fischli.

## Ukázky sbírek

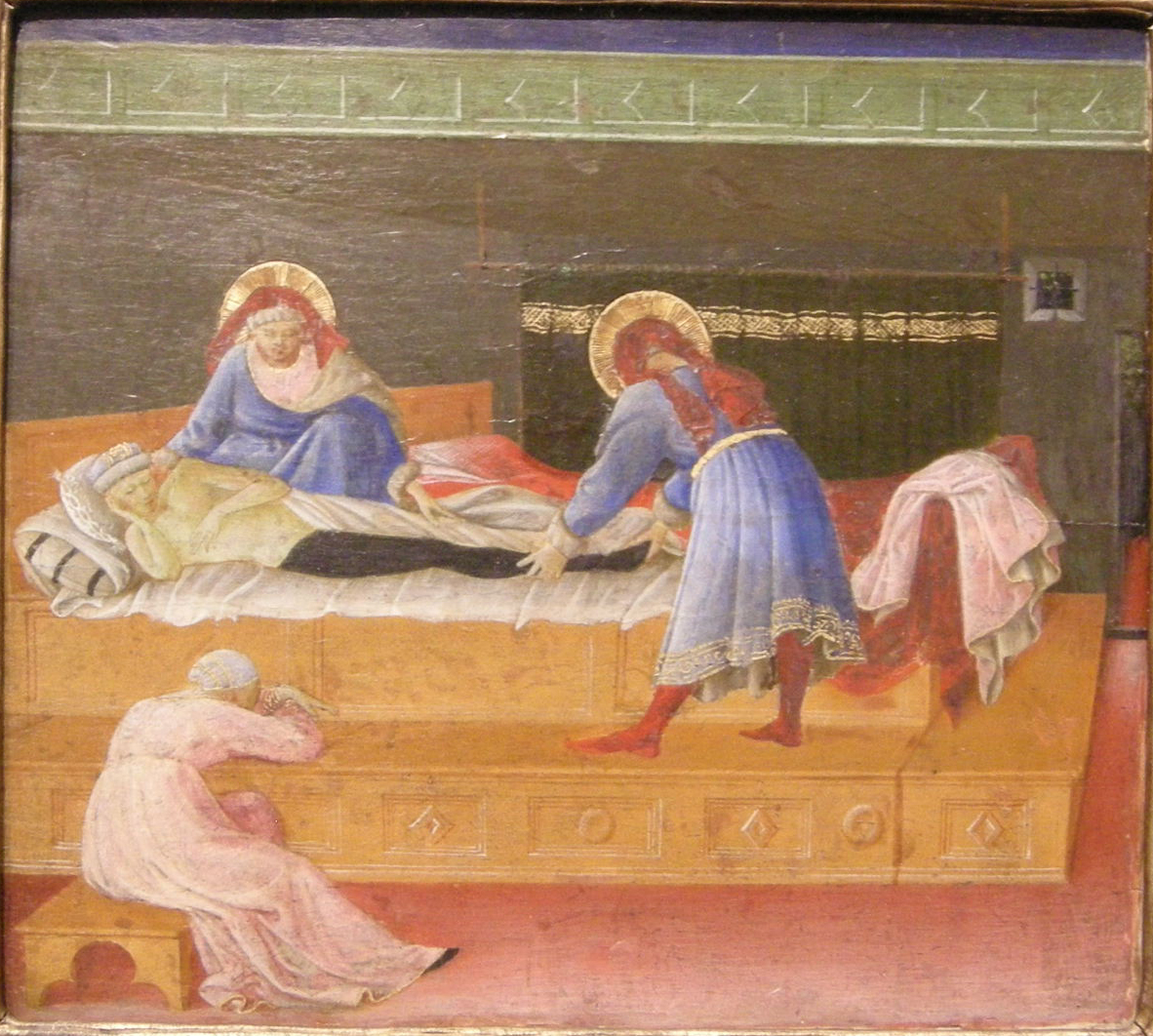
Fra Angelico: Sv. Kosma a Damián, kolem 1445
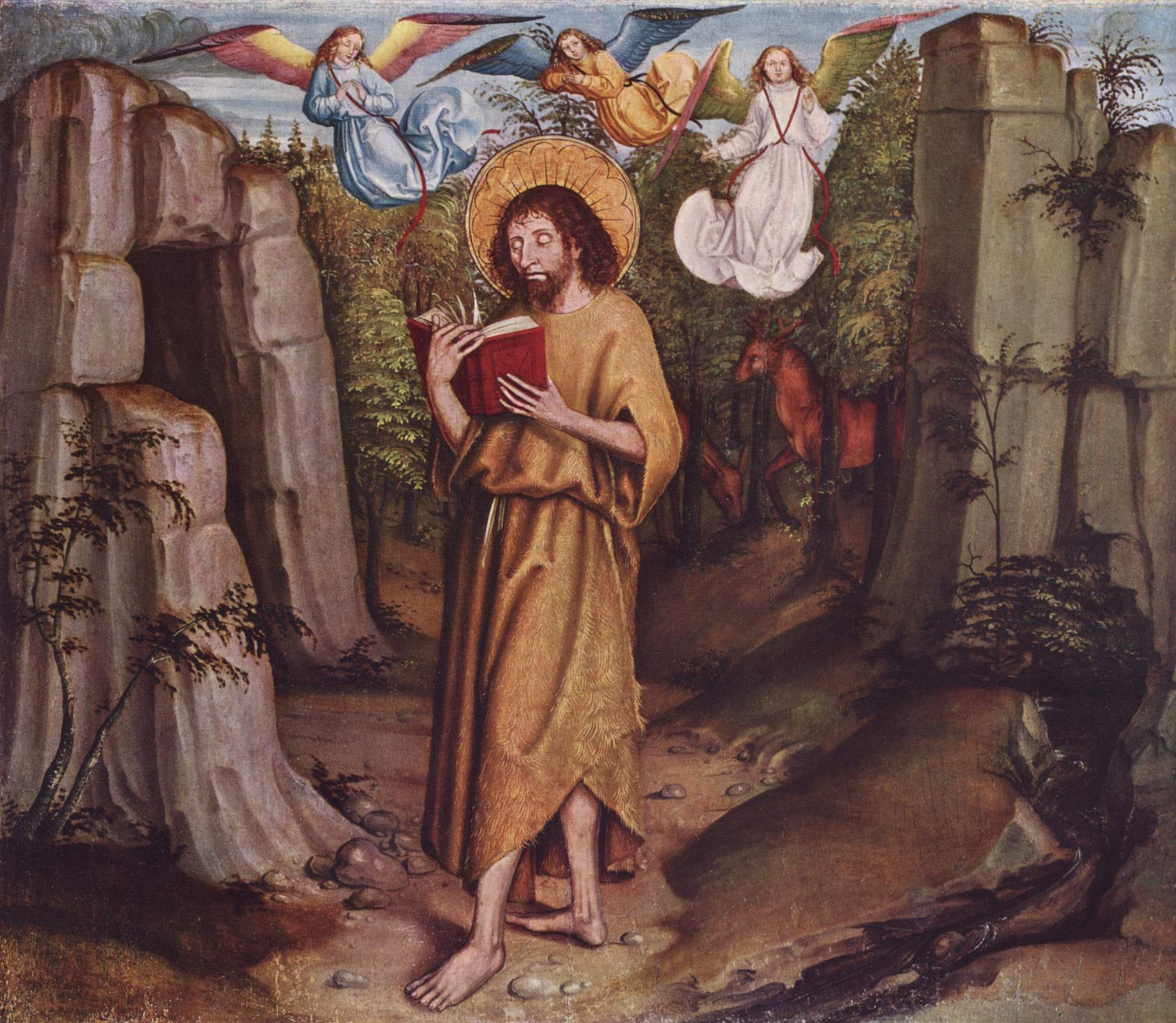
Bernští hvozdíkoví mistři: Jan Křtitel na poušti
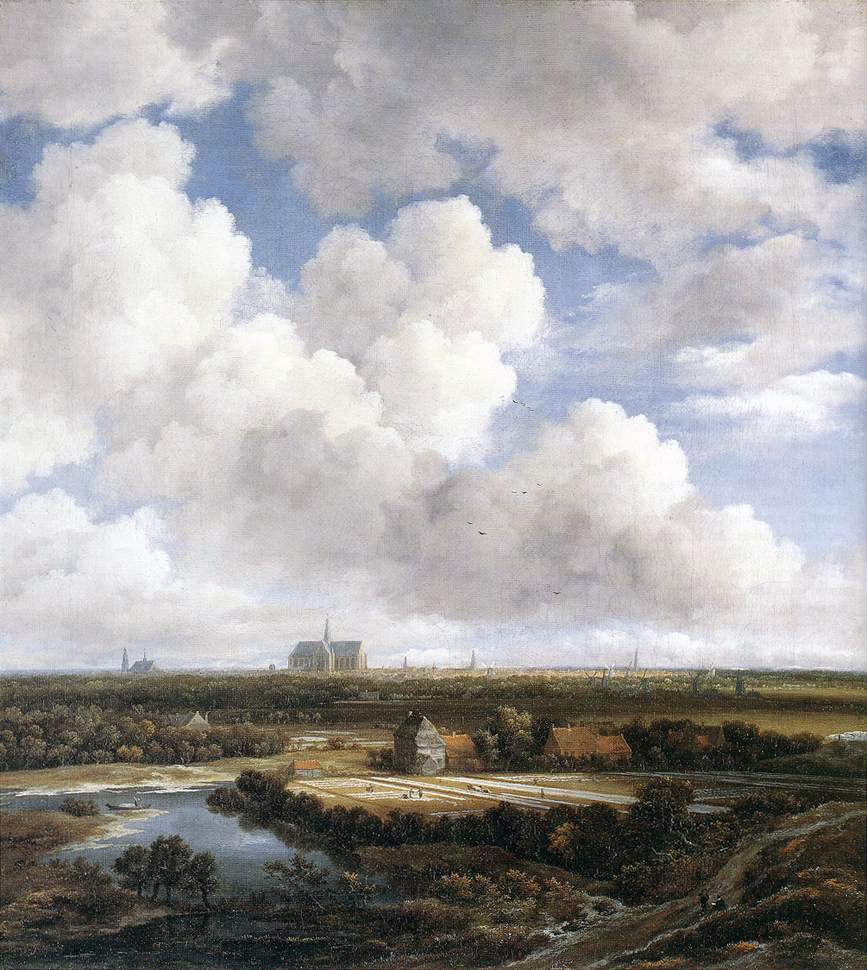
Jacob van Ruisdael: Pohled na Haarlem
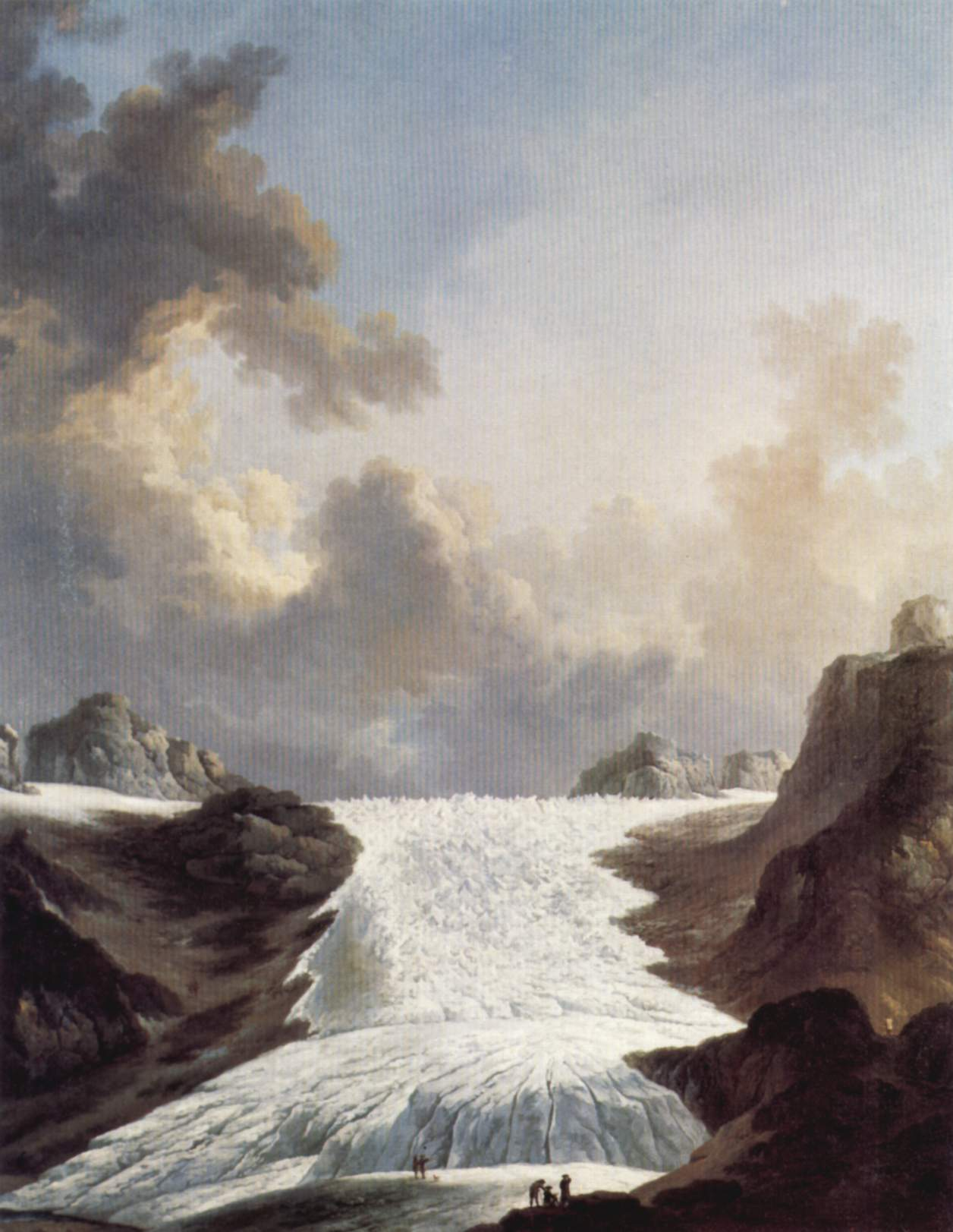
Johann Heinrich Wüest: Ledovec Rhonegletscher, 1795
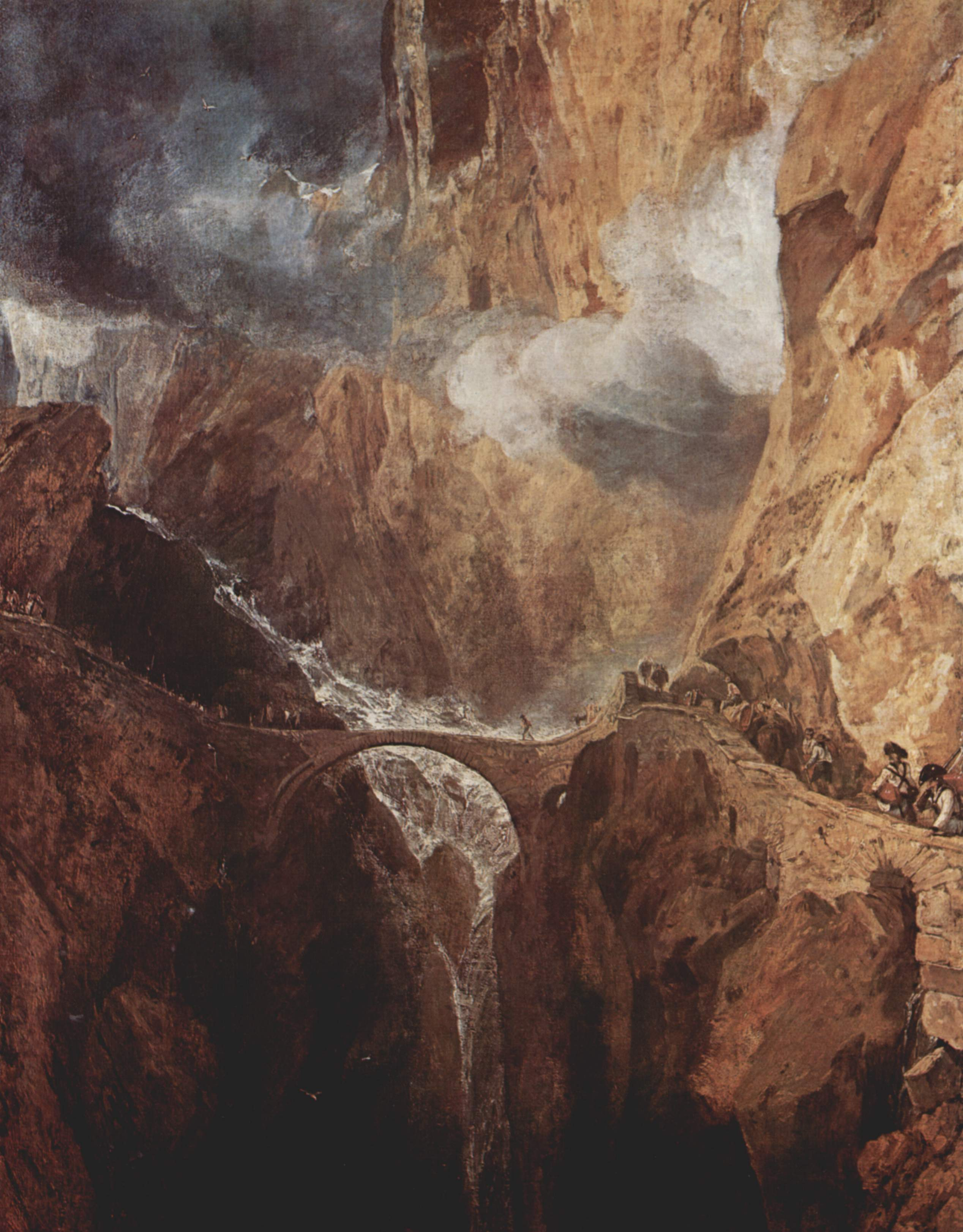
J. M. William Turner, Čertův most ve Sv. Gotthardu
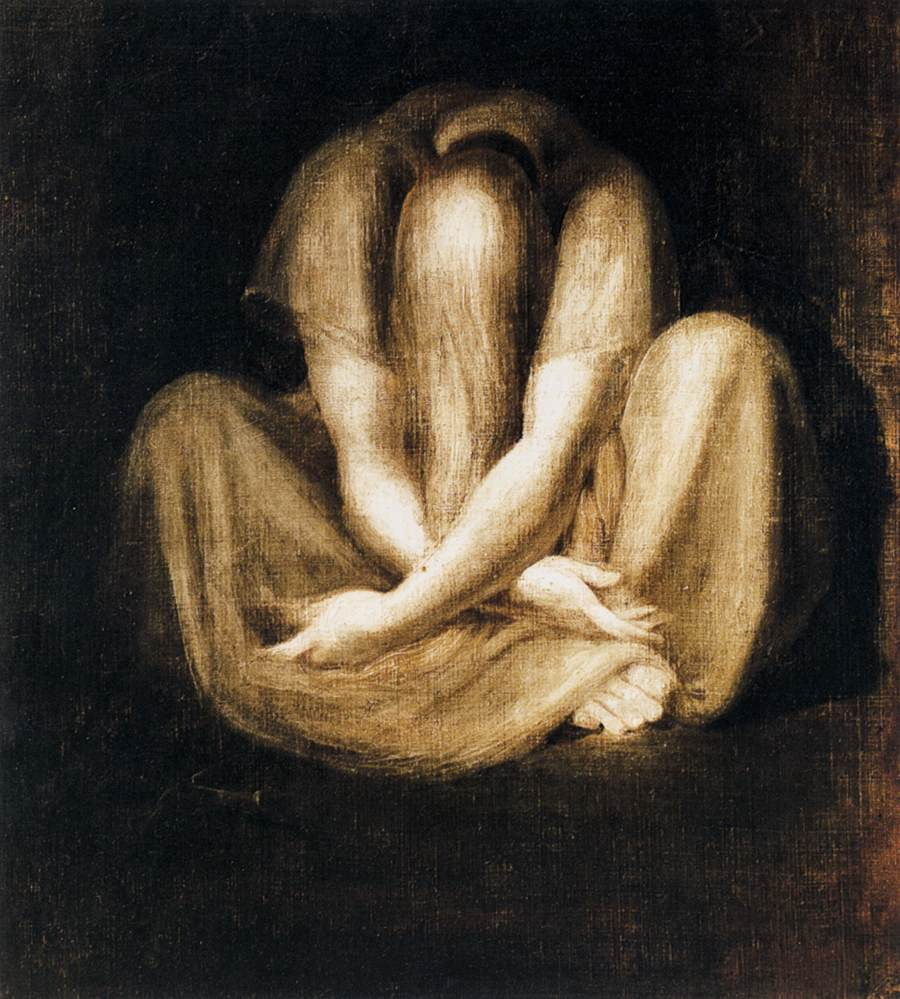
Johann Heinrich Füssli: Mlčení, kolem 1800
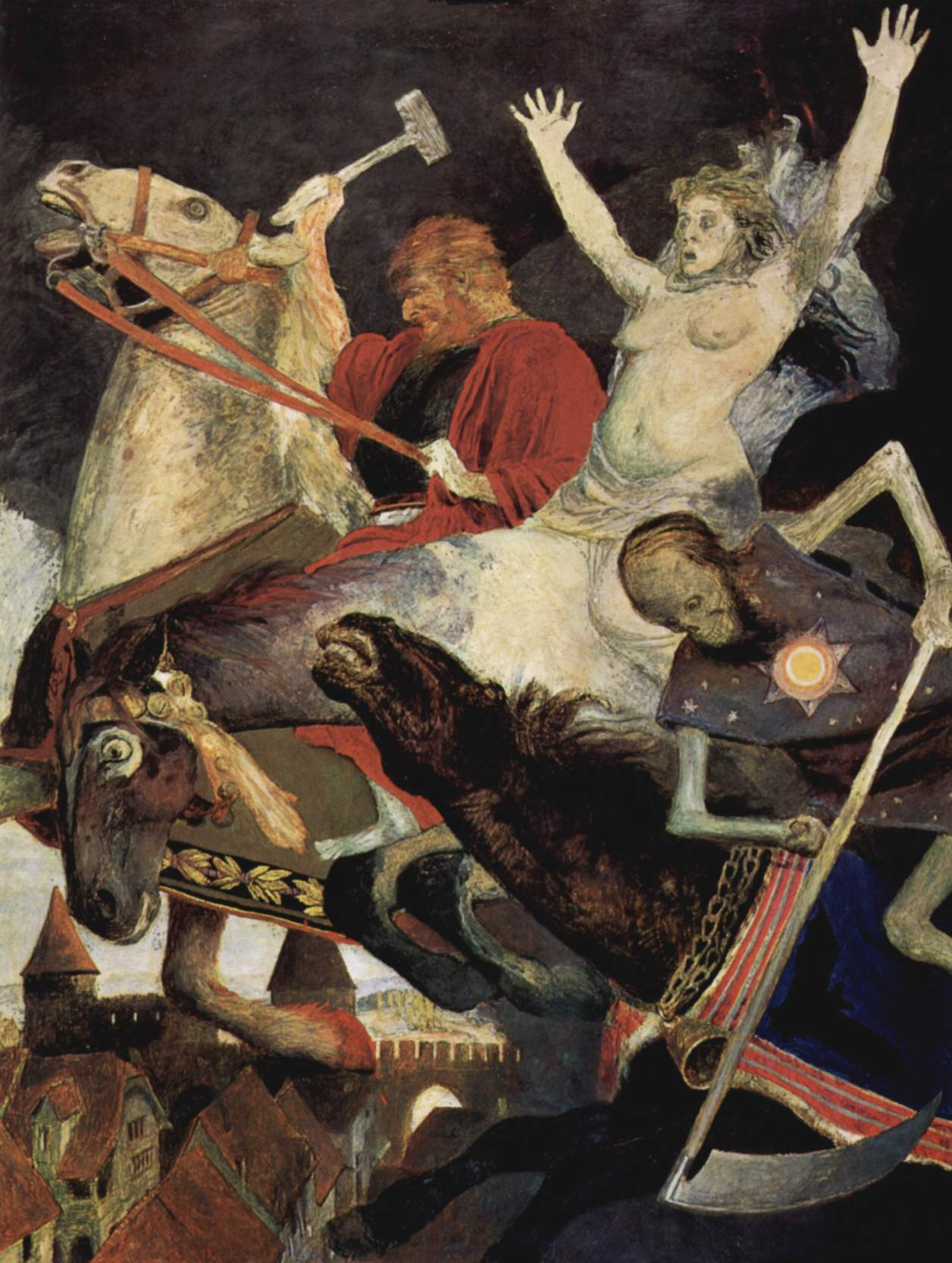
Arnold Böcklin: Válka
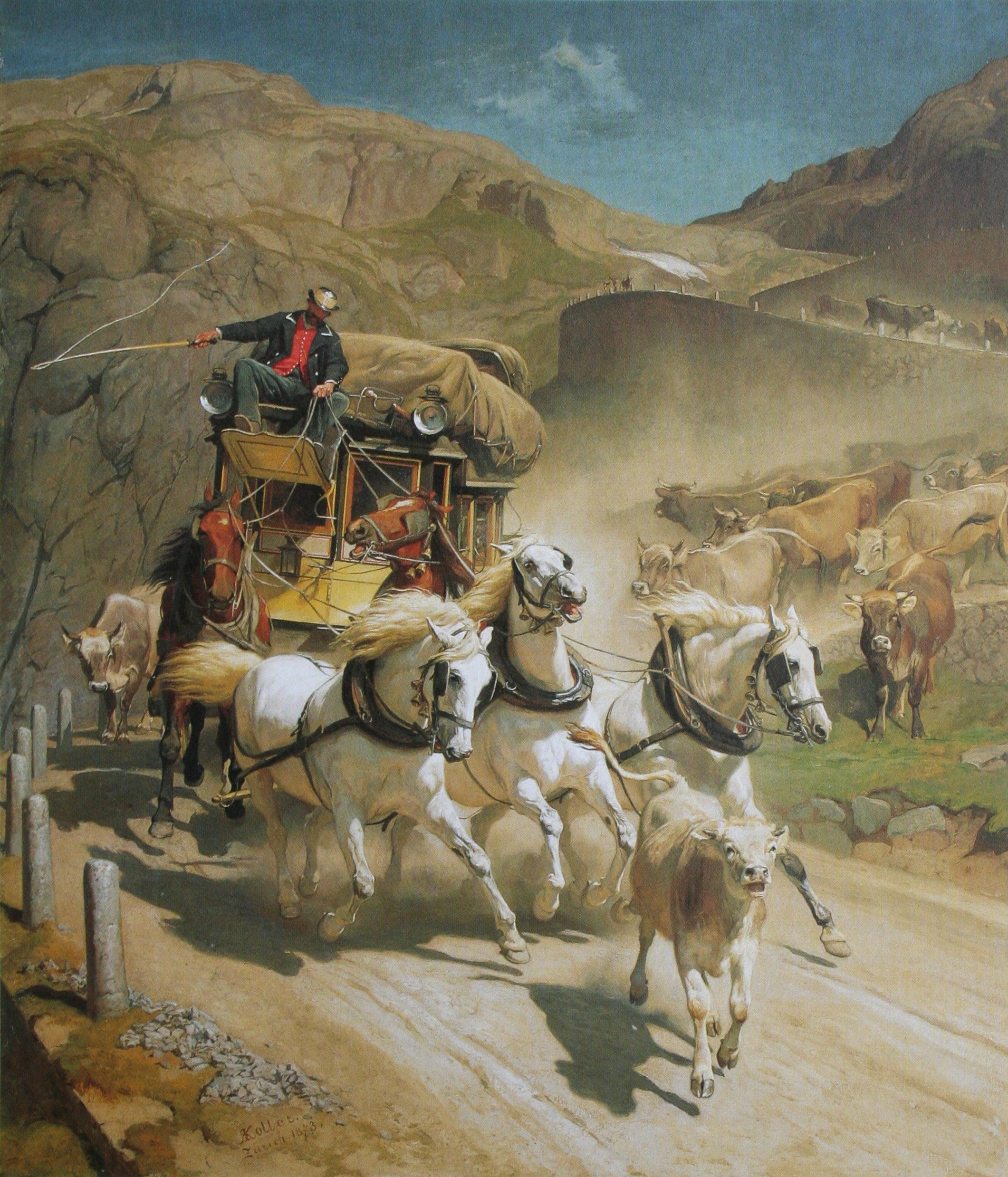
Rudolf Koller: Pošta v průsmyku sv. Gottharda, 1873
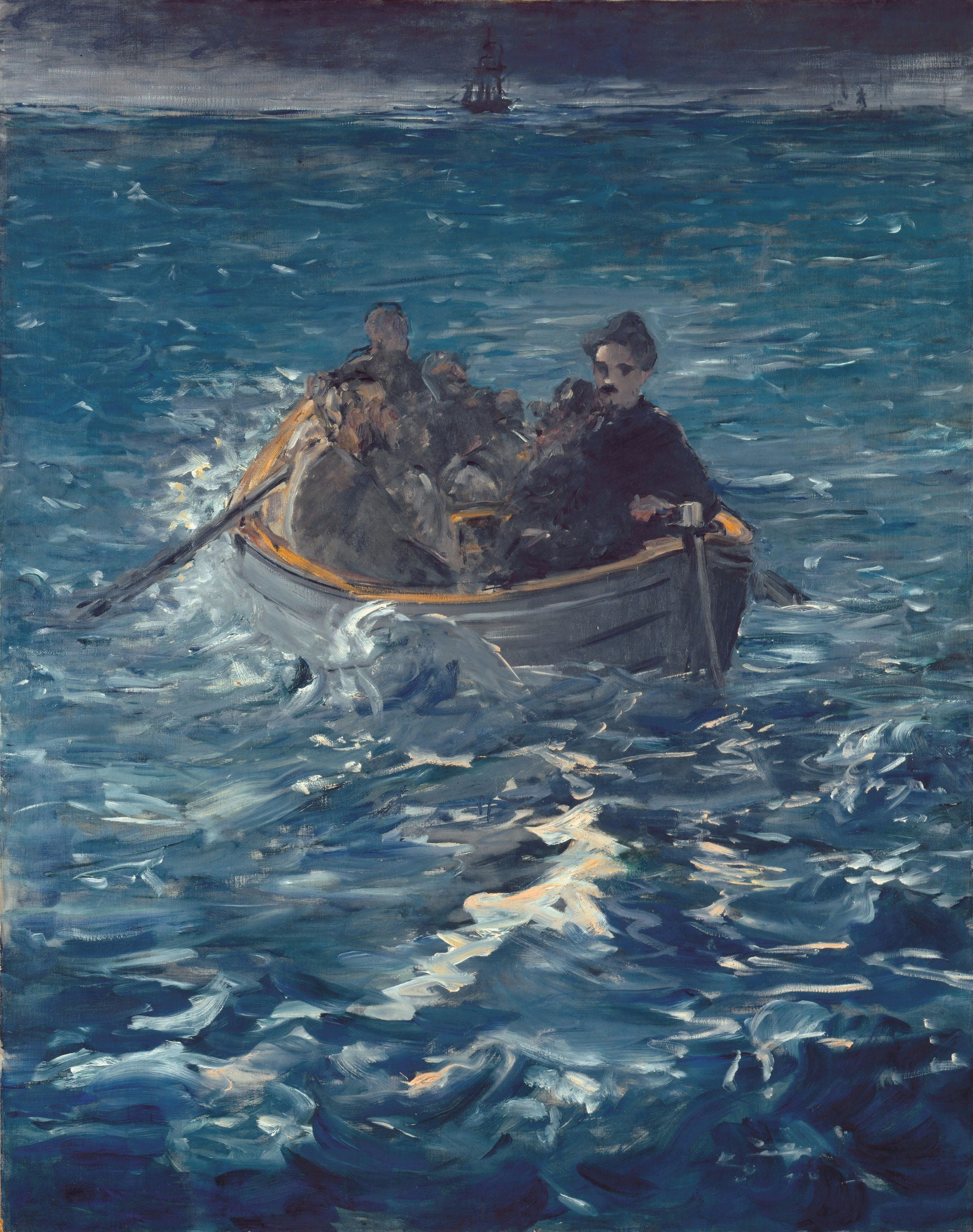
Édouard Manet: Rochefortův útěk
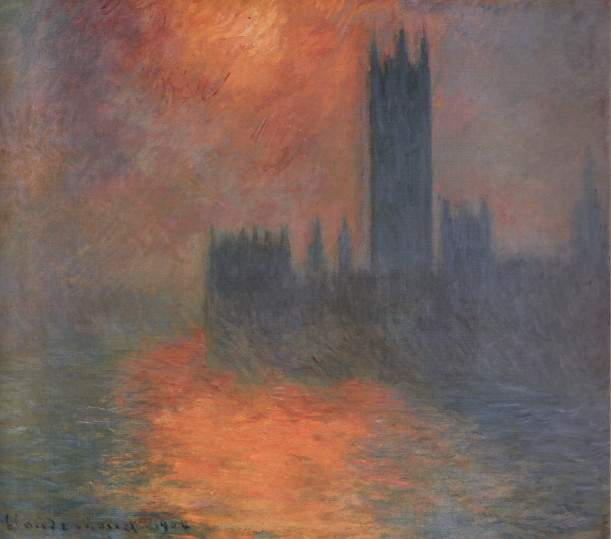
Claude Monet: Parlament při západu slunce
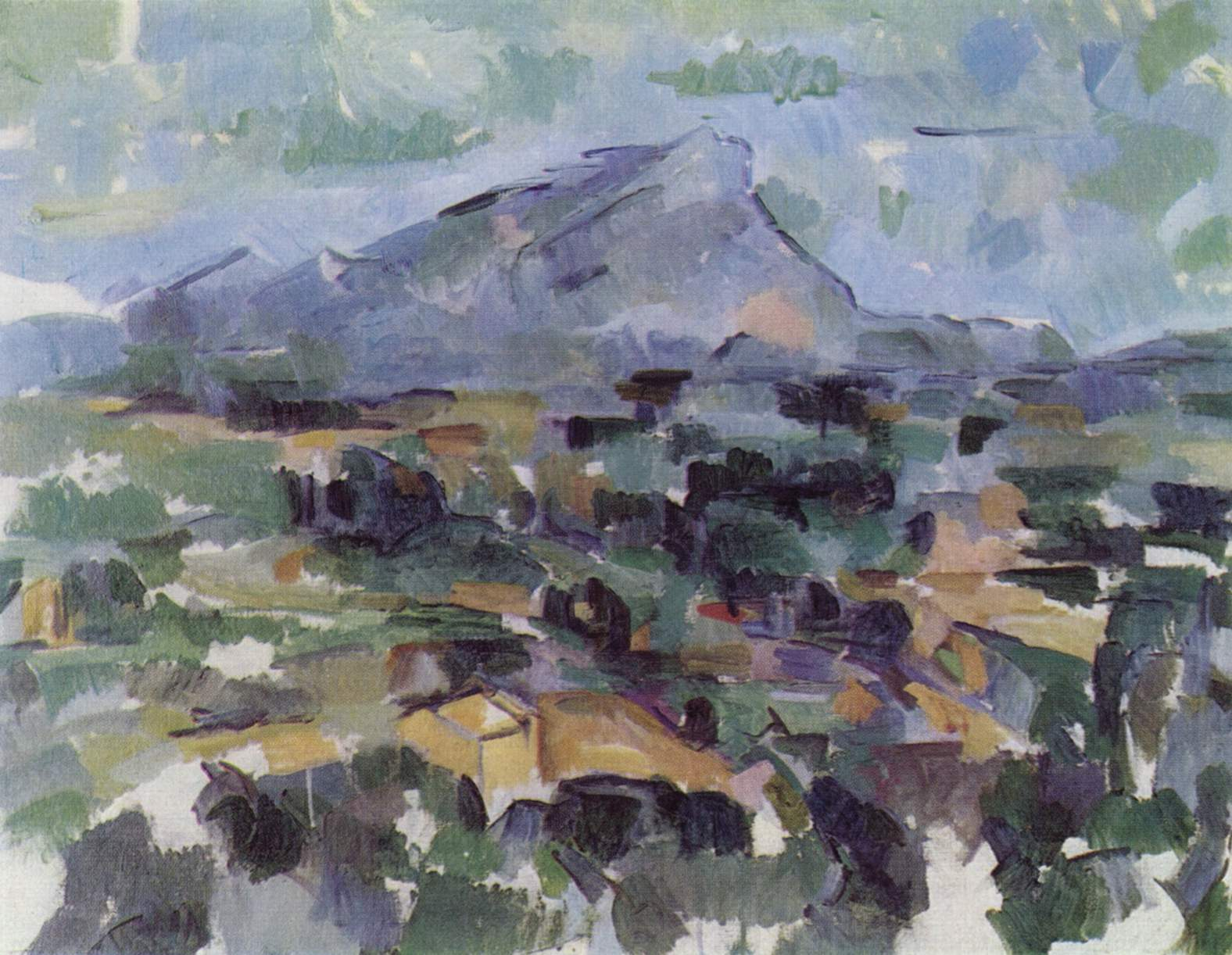
Paul Cézanne: Le Mont St. Victoire
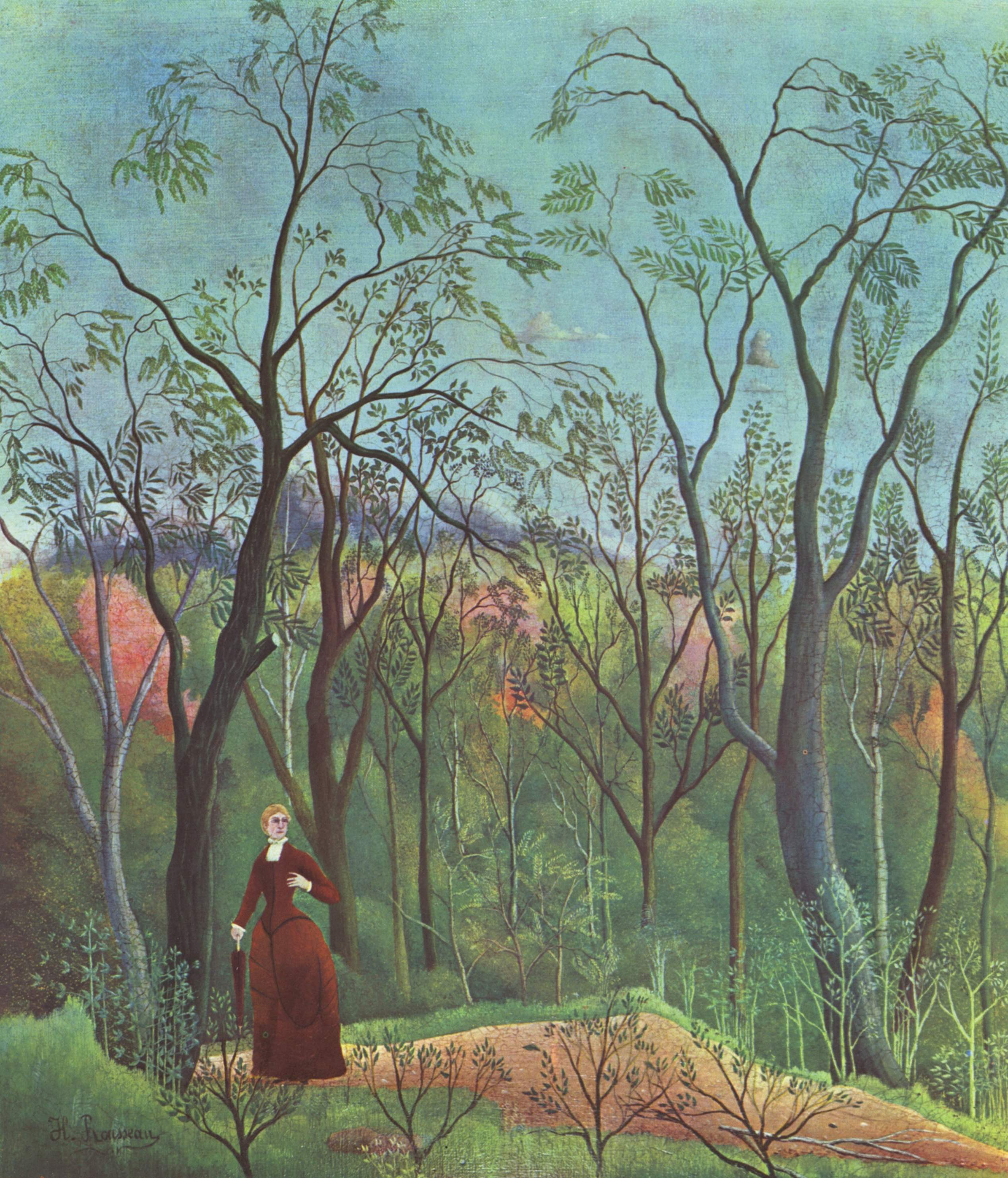
Henri Rousseau: Kraj lesa
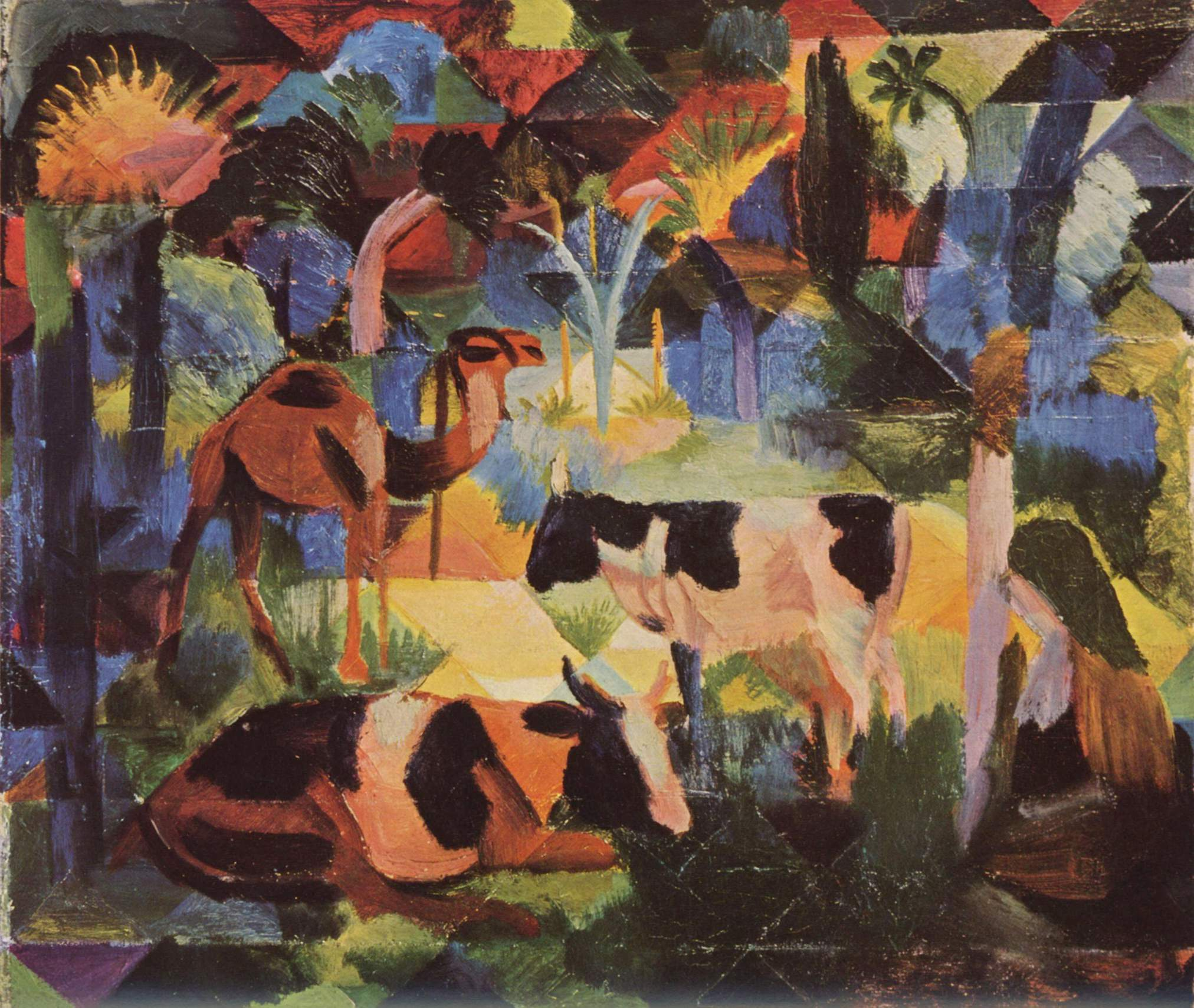
August Macke: Krajina s kravami a velbloudem
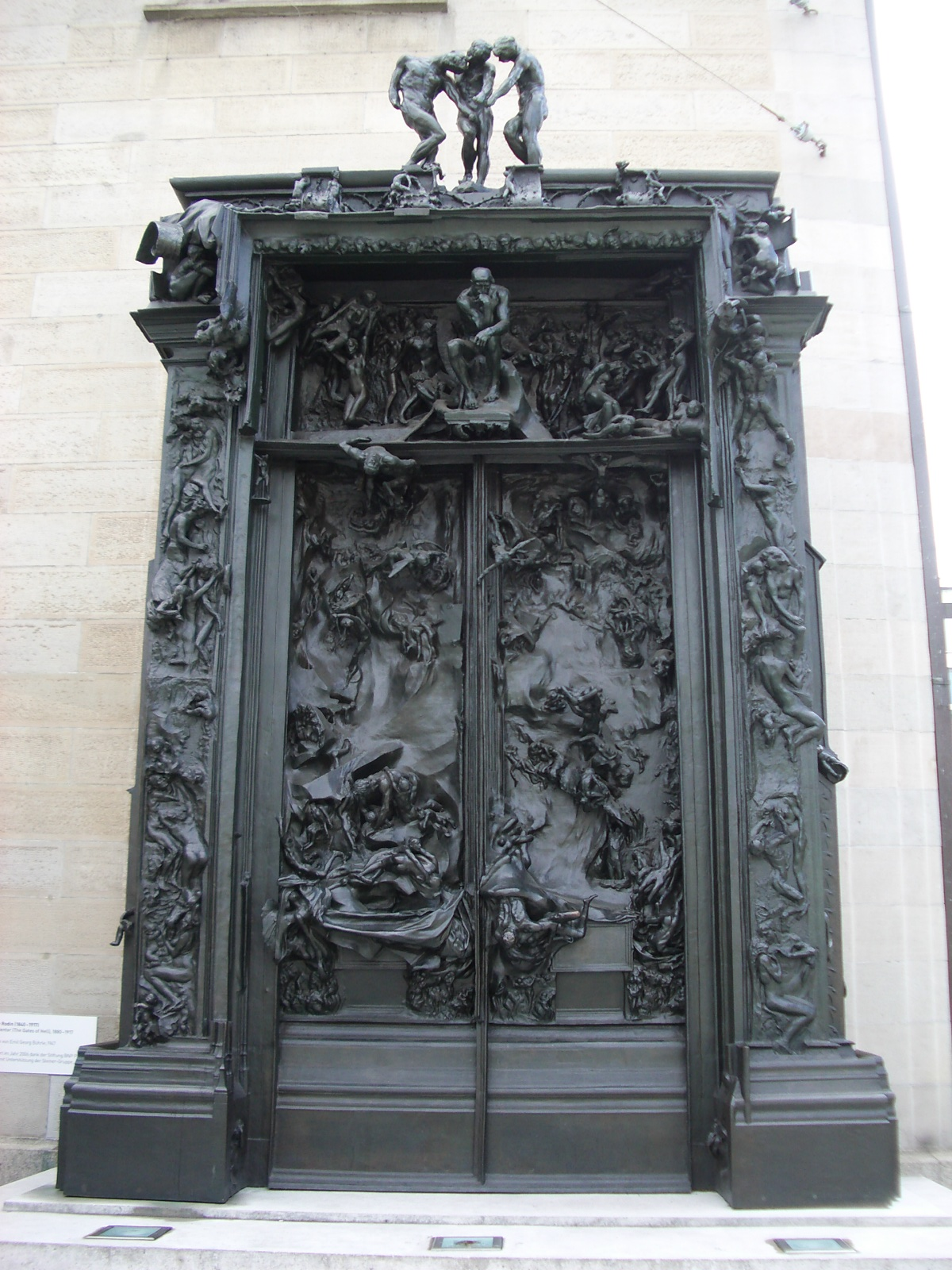
Auguste Rodin: Brána pekelná
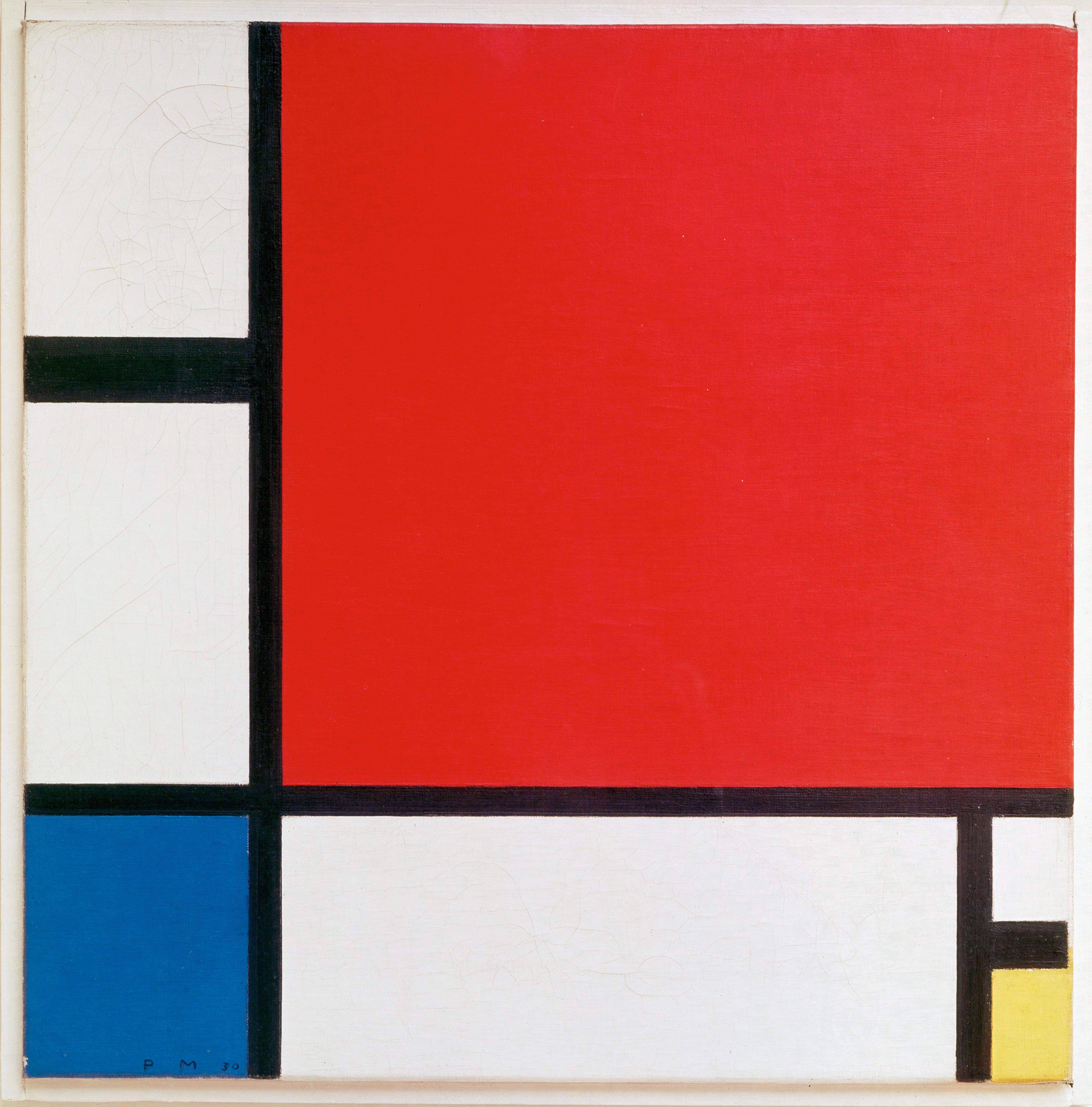
Piet Mondrian, Kompozice II. v červené, modré a žluté